# Hagabergs kapell

Hagabergs kapell är en kyrkobyggnad i bostadsområdet Hagaberg i östra Södertälje. Byggnaden kallas vanligtvis för Kapellet. Hagabergs kapell ingår i Östertälje församling i Södertälje pastorat i Södertälje kontrakt, Strängnäs stift.

## Bakgrund
Kapellet är beläget på Hagabergs folkhögskolas område. Det byggdes år 1894 som gårdskapell på Vartofta gård i Västergötland. Den 26 juli 1914 nyinvigdes kapellet på sin nuvarande plats, efter att ha nedmonterats och flyttats till Södertälje med tåg.
Efter flytten har vissa förändringar av kapellet gjorts. Kyrkbänkarna var en gåva till Hagabergs folkhögskola från Södertälje församling på 1950-talet (idag Södertälje-Tveta församling). År 1960 fyllde skolan femtio år och man fick då klockstapeln i gåva av före detta elever. Applikationen över altaret är gjord av konstnären Barbro Strömgren och skänkt av folkhögskolans kamratförbund.
Den så kallade Ljusbäraren invigdes vid kapellets 100-årsjubileum på Tacksägelsedagen 1994. Den skänktes av Östertälje församling, EFS missionsförening och Hagabergs folkhögskola, och är tillverkad av Bengt Karlsson vid smedjan i Järna, söder om staden.

## Orgel
- 1962 flyttas en orgel hit från Eskilstuna Missonskyrka. Den är byggd på 1950-talet av Grönlunds Orgelbyggeri AB, Gammelstad och är en mekanisk orgel.

| Manual       | Pedal      |
| Gedakt 8’    | Bihängd    |
| Principal 4’ | Gedackt 8’ |
| Rörflöjt 4’  |            |
| Waldflöjt 2’ |            |
| Cymbel II    |            |

## Verksamhet
Verksamheten i Hagabergs kapell genomförs till största del av EFS i Södertälje, en lokal förening inom EFS, och av Hagabergs folkhögskola. Gudstjänster firas i Svenska kyrkans ordning.